# Bäsna
Bäsna är en tätort med anor från medeltiden som ligger i Gagnefs kommun i Dalarnas län.

## Historia och demografi
I två urkunder från år 1384 och 1386 omnämns Nikke a beesnom (Nikke i Bäsna). Enligt sägnen skulle det vara han som grundade byn samt den enda i trakten som överlevde digerdödens härjningar. 1442 i en urkund omnämns "Laurens aff beesnom". År 1600 blev Bäsna överförd från Stora Tuna socken till Gagnefs socken. År 1628 hade Bäsna 11 familjer. I verket "Dalälven från källorna till havet" från 1920-talet nämner Karl Erik Forslund att Bäsna med sina 130 gårdar var den största byn i Gagnef.
Idag finns ca 320 fasta hushåll i Bäsna. Sommartid tillkommer ett antal sommargäster. Gagnefs kommun bereder ny översiktsplan för tiden fram till år 2040. Där planeras för ett hundratal nya bostäder i Bäsna.

### Befolkningsutveckling
| Befolkningsutvecklingen i Bäsna 1960–2020 | Befolkningsutvecklingen i Bäsna 1960–2020 | Befolkningsutvecklingen i Bäsna 1960–2020 | Befolkningsutvecklingen i Bäsna 1960–2020 | Befolkningsutvecklingen i Bäsna 1960–2020 |
| ----------------------------------------- | ----------------------------------------- | ----------------------------------------- | ----------------------------------------- | ----------------------------------------- |
|                                           |                                           |                                           |                                           |                                           |
| År                                        |                                           |                                           | Folkmängd                                 | Areal (ha)                                |
| 1960                                      | 1960                                      |                                           | 391                                       |                                           |
| 1965                                      | 1965                                      |                                           | 387                                       |                                           |
| 1970                                      | 1970                                      |                                           | 395                                       |                                           |
| 1975                                      | 1975                                      |                                           | 424                                       |                                           |
| 1980                                      | 1980                                      |                                           | 526                                       |                                           |
| 1990                                      | 1990                                      |                                           | 603                                       | 137                                       |
| 1995                                      | 1995                                      |                                           | 671                                       | 138                                       |
| 2000                                      | 2000                                      |                                           | 668                                       | 138                                       |
| 2005                                      | 2005                                      |                                           | 687                                       | 138                                       |
| 2010                                      | 2010                                      |                                           | 649                                       | 138                                       |
| 2015                                      | 2015                                      |                                           | 655                                       | 149                                       |
| 2020                                      | 2020                                      |                                           | 668                                       | 150                                       |
|                                           |                                           |                                           |                                           |                                           |

## Samhället
Byn har en byggnadsplan där ny bebyggelse har sprängts in i befintlig gammal bebyggelse. Detta har resulterat i att byn har flera moderna kvarter mellan gator som domineras av äldre bebyggelse.
I byn finns en fullstor fotbollsplan och en mindre bollplan för fotbollslek, streetbasketplan, tennisbana, belyst isbana, belyst slalombacke, modern lekplats, utegym, elljusspår och ett antal längre skidspår. Byn har även en skola - Bäsnaskolan, som ger undervisning i årskurs 1-3 och bedriver sexårsverksamhet. 
Byn har en lång tradition av midsommarfirande på dalavis med folkdräkter, spelmansmusik, fanbärare och förridare. Majstångsresningen i Bäsna är alltid på lördagen efter midsommar. Sista helgen före advent hålls Bäsna julmarknad i nedre Bäsna.

### Handel, näringsliv och arbetsmarknad
Handelsträdgården Bäsna Trädgård är en känd plats i Bäsna ,. I byn finns ett antal mindre entreprenadföretag inom bland annat schakt- och markarbeten. De flesta yrkesverksamma bybor pendlar till arbetsplatser i Gagnef, Borlänge, Leksand eller Falun. 
Byn har en servicepunkt, Bäsna Handel & Krog, där man kan köpa livsmedel, fika, äta lagad mat samt pizza. Tidigare fanns i byn även en träindustri med inriktning mot lister.

### Infrastruktur
Övre och nedre Bäsna delas av statliga landsväg W583, vilken går från Mockfjärd till Mellsta (Borlänge) och har Trafikverket som väghållare. Byns samfällda vägar och gator förvaltas av Bäsna vägars samfällighetsförening, tidigare kallad Bäsna vägförening. Byns gator är asfalterade och har gatljus, med undantag för grusvägen till badplatsen vid Hemtjärn samt ett par korta och sällsynt trafikerade vägar ut mot skogen.
I nedre Bäsna finns en stor ångbåtsbrygga i Dalälven. Intill bryggan har byn en grillkåta. I övre Bäsna passerar Västerdalsbanan, där det förr fanns hållplats för av- och påstigning på persontåg.